# Hadīlū
Hadīlū (persiska: هاديلو, هدیلو, Hādīlū) är en ort i Iran.   Den ligger i provinsen Ardabil, i den nordvästra delen av landet, 500 km nordväst om huvudstaden Teheran. Hadīlū ligger 825 meter över havet och antalet invånare är 298.
Terrängen runt Hadīlū är kuperad.Runt Hadīlū är det ganska tätbefolkat, med 58 invånare per kvadratkilometer. Närmaste större samhälle är Qarah Khān Beyglū, 10,8 km nordväst om Hadīlū. Trakten runt Hadīlū består till största delen av jordbruksmark.